# Маланс
Маланс (нем. Malans GR) — коммуна в Швейцарии, в кантоне Граубюнден. 
Входит в состав округа Ландкварт. Население составляет 2136 человек (на 31 декабря 2006 года). Официальный код  —  3954.